# Калинкина, Светлана Михайловна
Светлана Михайловна Калинкина (бел. Сўятлана Міхайлаўна Калінкіна; род. 12 сентября 1970, Минск) — белорусская журналистка, заместитель председателя Белорусской ассоциации журналистов. Лауреат премии «Молодая пресса Восточной Европы» фонда газеты «Die Zeit», ведущая программы «Разговор дня» на телеканале Белсат.

## Биография
Родилась 12 сентября 1970 года в Минске, окончила Белорусский государственный университет по специальности «журналистика».
С 1992 года работала корреспондентом, а после — политическим обозревателем в Белорусском телеграфном агентстве. После победы Александра Лукашенко на президентских выборах перешла на работу в негосударственный издательский холдинг «Белорусская деловая газета» на должность первого заместителя главного редактора еженедельника «Имя». С 1996 года — первый заместитель главного редактора «Белорусской деловой газеты». В 1996 году по результатам опроса, проведенного представительством ООН в Республике Беларусь, была названа наилучшим экономическим обозревателем страны.
С 2002 года — главный редактор «Белорусской деловой газеты», главный редактор приложения «БДГ. Для служебного пользования». С 2003 года — шеф-редактор газеты «Народная Воля». Вместе с Павлом Шереметом написала книгу «Случайный президент» (2003). В 2004 году получила международную премию за свободу прессы Комитета защиты журналистов.
В 2015 году газета «Народная Воля» получила предупреждение от Министерства информации Республики Беларусь за колонку Светланы Калинкиной «На цепь», которая появилась в издании в октябре того года. В материале журналистка предупреждала о фактической невозможности выхода Белоруссии из Евразийского экономического союза, в случае если будет подписан договор о ратификации ЕАЭС.
С 2016 года работает на независимом телеканале «БелСат», ведущая программы «Разговор дня».